# Toni Harthoorn
Antonie Marinus (Toni) Harthoorn (Rotterdam, 26 augustus 1923 - Pretoria, 23 april 2012) was een Nederlands-Brits dierenarts en ecoloog.

## Levensloop
Harthoorn was een zoon van een econoom werkzaam bij Unilever. Hij is opgegroeid in Engeland. Hij heeft diergeneeskunde gestudeerd. Gedurende de Tweede Wereldoorlog heeft hij gediend als commando en behoorde hij tot de eersten die gedurende de slag om Arnhem gedropt zijn . Na de oorlog heeft hij verder gestudeerde aan de universiteiten van Utrecht en Hannover en heeft hij gepromoveerd op het onderwerp fysiologie van shock in zoogdieren. Hij is naar Kenia vertrokken en heeft de effecten bestudeerd van verschillende verdovingsmiddelen op Afrikaans wild.
Samen met zijn teamgenoten heeft hij het verdovingsmiddel M99 (etorphine hydrochloride) ontwikkeld om dieren te vangen en het bijbehorende verdovingsgeweer. Dit betekende een enorme doorbraak voor het transport van wild en heeft het mogelijk gemaakt veel zeldzame dieren veilig te verplaatsen van gebieden waar ze bedreigd worden door stropers of economische activiteiten naar wildreservaten. Het onderzoek en het succes zijn vastgelegd in Dr. Harthoorns eerste boek The Flying Syringe (de vliegende spuit). Verdovingsgeweren worden tegenwoordig op grote schaal gebruikt bij vangst van dieren in wildreservaten, in stedelijke gebieden, in dierentuinen en zelfs voor het onder controle brengen van misdadigers. Voor deze uitvinding werden dieren gevangen door ze te omsingelen, vast te zetten en zonder verdoving te transporteren, hetgeen resulteerde in de dood van veel dieren ten gevolge van stress.
In 1958 werd de Kariba-dam in de Zambezi voltooid. Ten gevolge daarvan is het Kariba-meer ontstaan met een oppervlakte van 6400 km². Veel dieren zoeken hun toevlucht op de zich vormende eilandjes die vervolgens weer worden verzwolgen. Door de Noach-operatie wordt getracht zo veel mogelijk dieren te redden, daarin heeft Harthoorn een belangrijke rol gespeeld.
In de zestiger jaren was de Amerikaanse filmmaker en tv-producent Ivan Tors, van Hongaarse afkomst, voor vakantie naar Kenia gekomen en hij heeft een dierenopvang opgezet door Harthoorn en zijn vrouw Sue Hart bezocht. Tors was zo onder de indruk dat hij een televisieserie heeft gecreëerd genaamd Daktari (Swahili voor dokter). De serie werd decennialang wereldwijd uitgezonden. De naam is blijven voortbestaan tot in de 21ste eeuw in namen van verschillende merkmedicijnen. De dieren uit de serie, zoals de schele leeuw Clarence en de chimpansee Judy, zijn nog steeds bij velen bekend. De ervaringen uit Kenia worden beschreven in Sue Harts boek Life with Daktari (Leven met Daktari).
Met de onafhankelijkheid van Kenia in 1963 werd Harthoorns positie als lector en hoofd van de afdeling fysiologie en biochemie van de Universiteit van Nairobi ruw afgebroken (hij werd zonder enige kennisgeving door een van zijn promovendi vervangen). Hij is verhuisd naar Zuid-Afrika en heeft zijn werk vervolgd met betrekking tot het transporteren van grote Afrikaanse zoogdieren zoals olifanten en neushoorns. Zijn werk is van vitaal belang geweest voor het opzetten van veel Zuid-Afrikaanse wildreservaten.
In 1976 is zijn boek The Chemical Capture of Animals (de chemische vangst van dieren) verschenen.
Harthoorn was ook natuurgeneeskundige en homeopaat. 
- Library of Congress Control Number: n50060999
- Nationale Bibliotheek van Tsjechië: uzp20221148855
- Nederlandse Thesaurus van Auteursnamen: 124775217
- Virtual International Authority File: 133659935
- WorldCat: E39PBJdMgWGMXFyVXrpQDb9Yyd